# Heller Riese
Helle Riesen sind Sterne der Leuchtkraftklasse II. Zu dieser Art zählen im Allgemeinen Riesensterne (Leuchtkraftklasse III) mit außerordentlich hoher Leuchtkraft, die aber nicht hell oder massereich genug sind, um zu den Überriesen (Leuchtkraftklasse I) zu gehören.
Bekannte helle Riesen:
| Name                      | Spektralklasse | Farbe     |
| ------------------------- | -------------- | --------- |
| Adhara (ε Canis Majoris)  | B              | blau-weiß |
| Pherkad (γ Ursae Minoris) | A              | weiß      |
| Sargas (θ Scorpii)        | F              | gelb-weiß |
| Dabih (β¹ Capricorni)     | G              | gelb      |
| Alphard (α Hydrae)        | K              | orange    |
| Ras Algethi (α¹ Herculis) | M              | rot       |